# Veress István (zenetanár)
Veress István (Marosvásárhely, 1878. május 31. – Nagyenyed, 1954. december 28.) erdélyi zenetanár, zeneszerző, hangszeres zenész, kántortanító, dalárdavezető, Veress Gábor öccse.

## Élete és munkássága
A Kolozsvári Állami Tanítóképzőt 1899-ben fejezte be. 1899. november 11. és 1900. október 15. között a nagykapusi református elemi iskolában, 1900. október 15. és 1905. január 2. között az abrudbányai állami elemi iskolában, majd 1905. január 11-től 1919. október 1-ig a nagyenyedi állami elemi fiúiskolában volt tanító.  Közben elvégezte a Budapesti Nemzeti Zenede hegedű és zeneszerzési szakát, és középiskolai énektanári oklevelet szerzett. 1909-ben ének- és zenetanári vizsgát tesz a kolozsvári zenekonzervatóriumban. Ugyanott képesítést szerzett egyházi énekből és orgonálásból.
1918. szeptember 1.és 1939. szeptember 1.között a nagenyedi református gyakorlóiskola tanítója, emellett 1919 és 1923 között a református tanítónőképző ének- és zenetanára.
1926. szeptember 1-től a gyakorló elemi iskola igazgatója. Közben népes családjának eltartása érdekében bérbe vette az enyedi Gyümölcsészeti Egylet 7 hektáros gyümölcsösét, ahol autodidakta módon alapos szakértelemre tett szert a gyümölcstermesztésben és a fajtaismeretben. Aktív szerepet vállalt a Nagyenyeden évente megszervezett 
kertészeti kiállítás szervezésében. 1939-ben nyugdíjba vonult, de ahányszor csak szükség volt rá, készséggel segítette a kollégiumot. Tanított a tanítóképző intézetben (1937–1939), a gimnáziumban (1939–1947) és a Csombordi Téli Gazdasági és Szőlészeti Iskolában (1946–1947). 1949–1954 között enyedi református kántor, közben kántortanító.
Az 1900-as évek elején Bartók Béla kezdeményezésére, az MTA megbízásából bátyjával, Veress Gáborral Erdélyben balladákat és  népdalokat gyűjtött (Csík, Marosvásárhely környéke, Kovászna, a hétfalusi csángók). Nagyenyed vidékén is megkezdték a fonográffal való népdalgyűjtést.
Több városban és iskolában dalárdát vezetett (Nagykapus, Abrudbánya, Nagyenyed), vezette a Nagyenyedi Daloskört (1909–1914), és az Iparos Dalárdát (1920–1940). 
Veress István temperamentumos karmester volt. Lelkesen tanította az enyedi és csombordi ifjúságot énekelni. Mindezek mellett volt ideje vadászatra és kertészkedésre is. Kertészeti szakismeretét sokszor igénybe vették.

## Megjelent és bemutatott zeneművei
- Tíz katonadal. In: Veress Gábor: Dalok az iskolában. Országos Dalos Szövetség
- A törpék lázadása (zenés játék,  1937)
- Zizi (több mint 100 szereplős mesejáték)
- Komponált kórusműveket (honfidalokat), katonadalokat, amelyeket rendszeresen játszottak a különböző összejöveteleken és kórustalálkozókon.

## Publicisztikai munkássága
- Zenei riportjai jelentek meg a helyi újságokban.
- Jelentős gazdasági jellegű írásai a Dél-Erdélyben megjelenő Erdélyi Gazdában, az Erdélyi Gazda Naptárban, valamint a Szövetkezés folyóiratban jelentek meg.
- Tanmeséket, vadásztörténeteket írt és közölt a nagyenyedi újságokban.